# Корабльов Віктор Миколайович
Віктор Миколайович Корабльов (рос. Виктор Николаевич Кораблёв; нар. 16 жовтня 1982, Волзьк, Марійська АРСР, РРФСР) — російський борець греко-римського стилю, чемпіон Європи. Майстер спорту міжнародного класу з греко-римської боротьби.

## Життєпис
Боротьбою почав займатися з 1992 року від керівництвом Олександра Серякова.
Виступав за борцівський клуб Московського міського фізкультурно-спортивного об'єднання (ММФСО — рос. МГФСО, Москва). Тренер — Ерек Задіханов (з 1997). Бронзовий призер чемпіонату Росії (2005).
Завершив спортивну кар'єру в 2007 році. Закінчив Російський державний університет фізичної культури, спорту, молоді та туризму за фахом «Фізична культура і спорт». Тренер юнацької збірної Росії з греко-римської боротьби.

## Спортивні результати на міжнародних змаганнях

### Виступи на Чемпіонатах світу
| Змагання                        | Збірна | Вагова категорія                 | Місце |
| ------------------------------- | ------ | -------------------------------- | ----- |
| Чемпіонат світу з боротьби 2006 | Росія  | греко-римська боротьба, до 55 кг | 30    |

### Виступи на Чемпіонатах Європи
| Змагання                         | Збірна | Вагова категорія                 | Місце  |
| -------------------------------- | ------ | -------------------------------- | ------ |
| Чемпіонат Європи з боротьби 2005 | Росія  | греко-римська боротьба, до 55 кг | Золото |

### Виступи на Кубках світу
| Змагання                    | Збірна | Вагова категорія                 | Місце |
| --------------------------- | ------ | -------------------------------- | ----- |
| Кубок світу з боротьби 2005 | Росія  | греко-римська боротьба, до 55 кг | 5     |

### Виступи на Чемпіонатах світу серед студентів
| Змагання                                        | Збірна | Вагова категорія                 | Місце  |
| ----------------------------------------------- | ------ | -------------------------------- | ------ |
| Чемпіонат світу з боротьби серед студентів 2006 | Росія  | греко-римська боротьба, до 55 кг | Бронза |

### Виступи на змаганнях молодших вікових груп
| Змагання                                       | Збірна | Вагова категорія                 | Місце |
| ---------------------------------------------- | ------ | -------------------------------- | ----- |
| Світові молодіжні ігри 1998                    | Росія  | греко-римська боротьба, до 45 кг | 4     |
| Чемпіонат Європи з боротьби серед юніорів 2002 | Росія  | греко-римська боротьба, до 54 кг | 9     |